# Wehranlage und Schleuse Kaiserbad

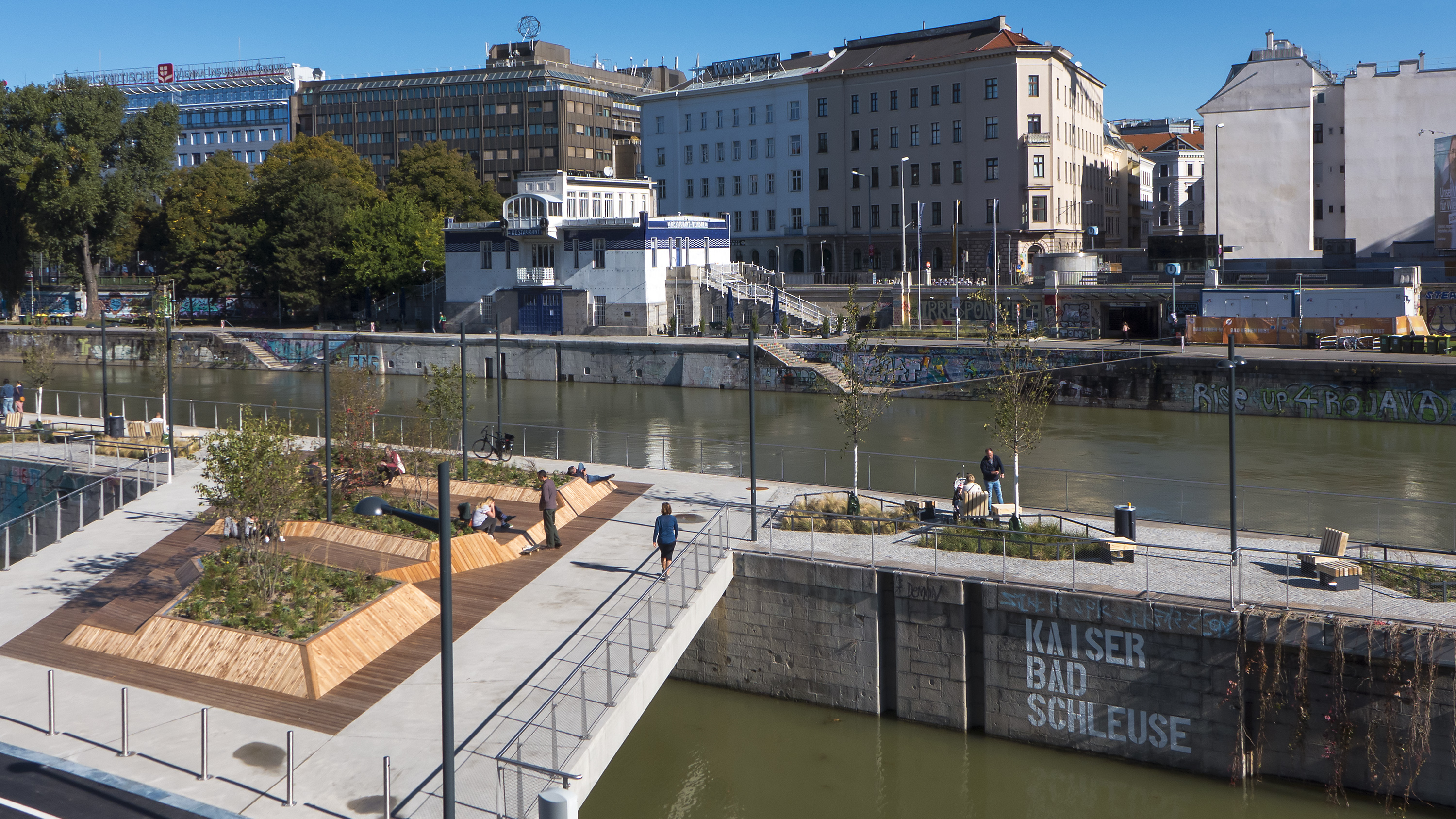
Kaiserbadschleuse seit 2020 mit dem "Schützenhaus" im Hintergrund

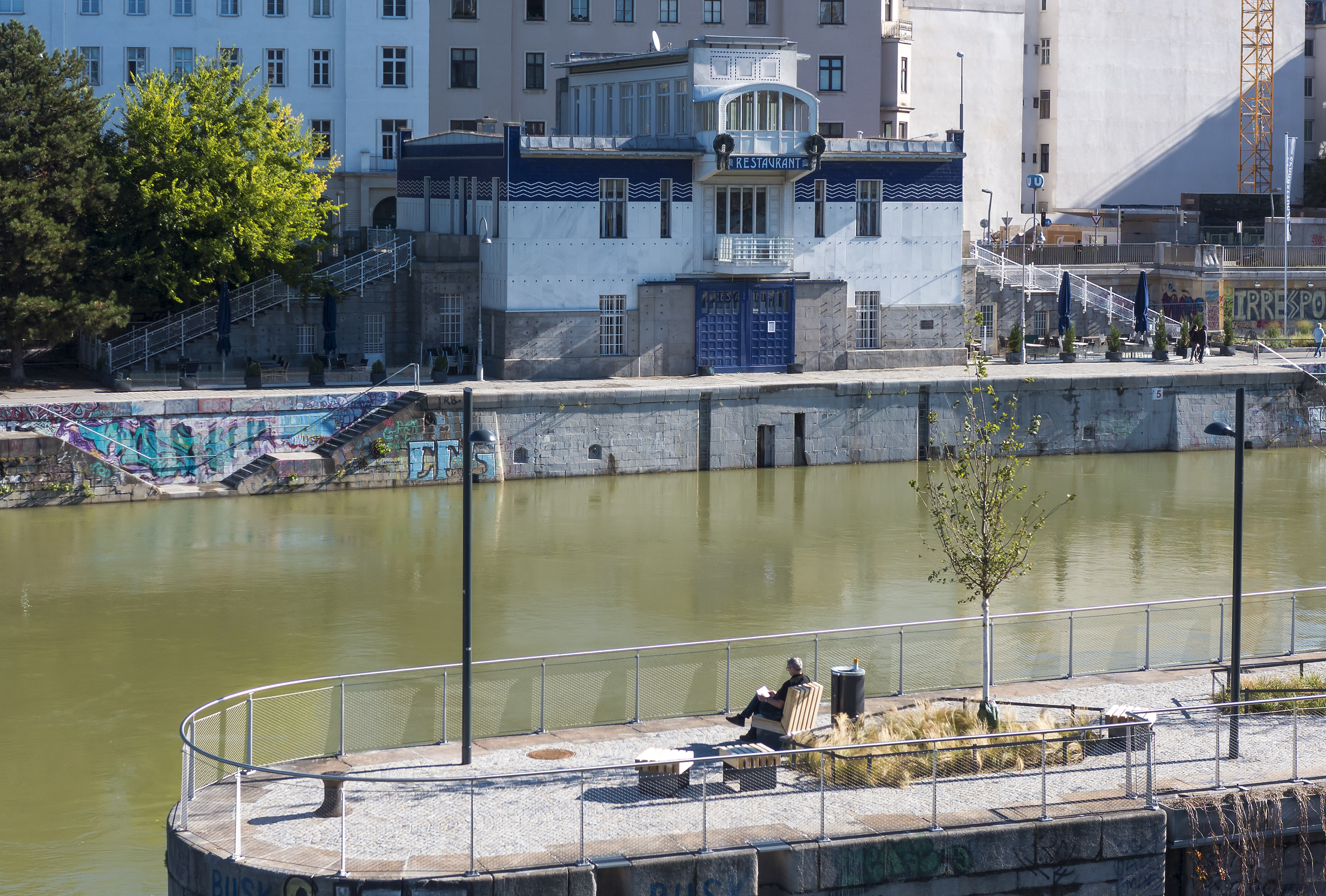
Schützenhaus

Die Wehranlage und Schleuse Kaiserbad in Wien ist ein wesentliches Denkmal für die technischen Herausforderungen der Schiffbarmachung des Donaukanals um 1900. Das dazugehörige Schützenhaus ist eines der Hauptwerke Otto Wagners. Das Schützenhaus (Listeneintrag) und die Schleuse als Teil des Donaukanals (Listeneintrag) stehen unter Denkmalschutz.

## Lagebeschreibung
Die Staustufe „Kaiserbad“ befindet sich im Donaukanal etwa 200 Meter stromabwärts der Augartenbrücke.

## Geschichte

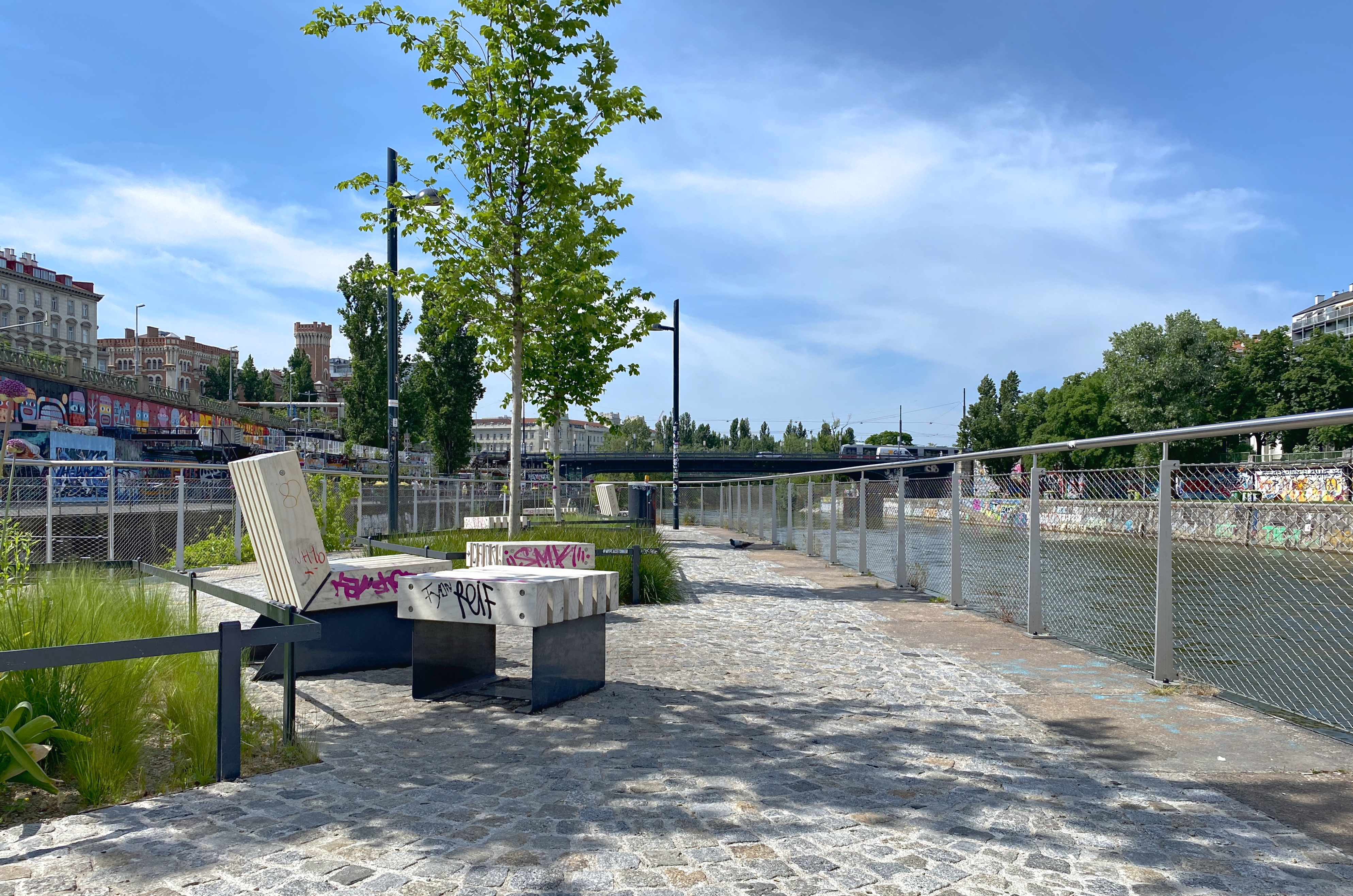
Sitzgelegenheit und Bepflanzung der „Schwimmende Gärten“

Die Wehranlage und Schleuse Kaiserbad sowie das Schützenhaus wurden in den Jahren 1904 bis 1908 erbaut. Das Schützenhaus wurde nach Plänen des Architekten Otto Wagner errichtet. Die Staustufe Kaiserbad war die einzige der ursprünglich drei geplanten Staustufen des Donaukanals. Der Name bezieht sich auf das ehemalige Kaiserbad, das sich ursprünglich an dieser Stelle befand und 1899 abgebrochen wurde. Das Schützenhaus wurde 1908 fertiggestellt. Das Wehr Kaiserbad war bis 1945 in Betrieb. Am Ende des Weltkrieges wurde die Wehranlage durch ein Bombardement zerstört und anschließend abgetragen. Teile der Schleusenkammer sowie die Schleuseninsel bestehen bis heute. 
1977 erfolgte die erste Restaurierung des Schützenhauses von Alois Machatschek, wobei die zweigeschoßige Anlage mit 200 Quadratmetern Grundfläche vom Bundesamtes für Eich- und Vermessungswesen für Seminare genutzt wurde.
Ab 2008 wurde das Gebäude – unter Wiederherstellung der ursprünglich großzügigen Innenraumgestaltung der Entstehungszeit – im Rahmen des Projekts „Zukunft Donaukanal“ zu einem Restaurant am Wasser umgebaut und 2011 als Restaurant Wiener Schützenhaus eröffnet. 2020 wurde die Schleuse mit Brücken versehen, bepflanzt, mit Sitzgelegenheiten ausgestattet und unter dem Namen „Schwimmende Gärten“ der Öffentlichkeit zugänglich gemacht.

## Baubeschreibung

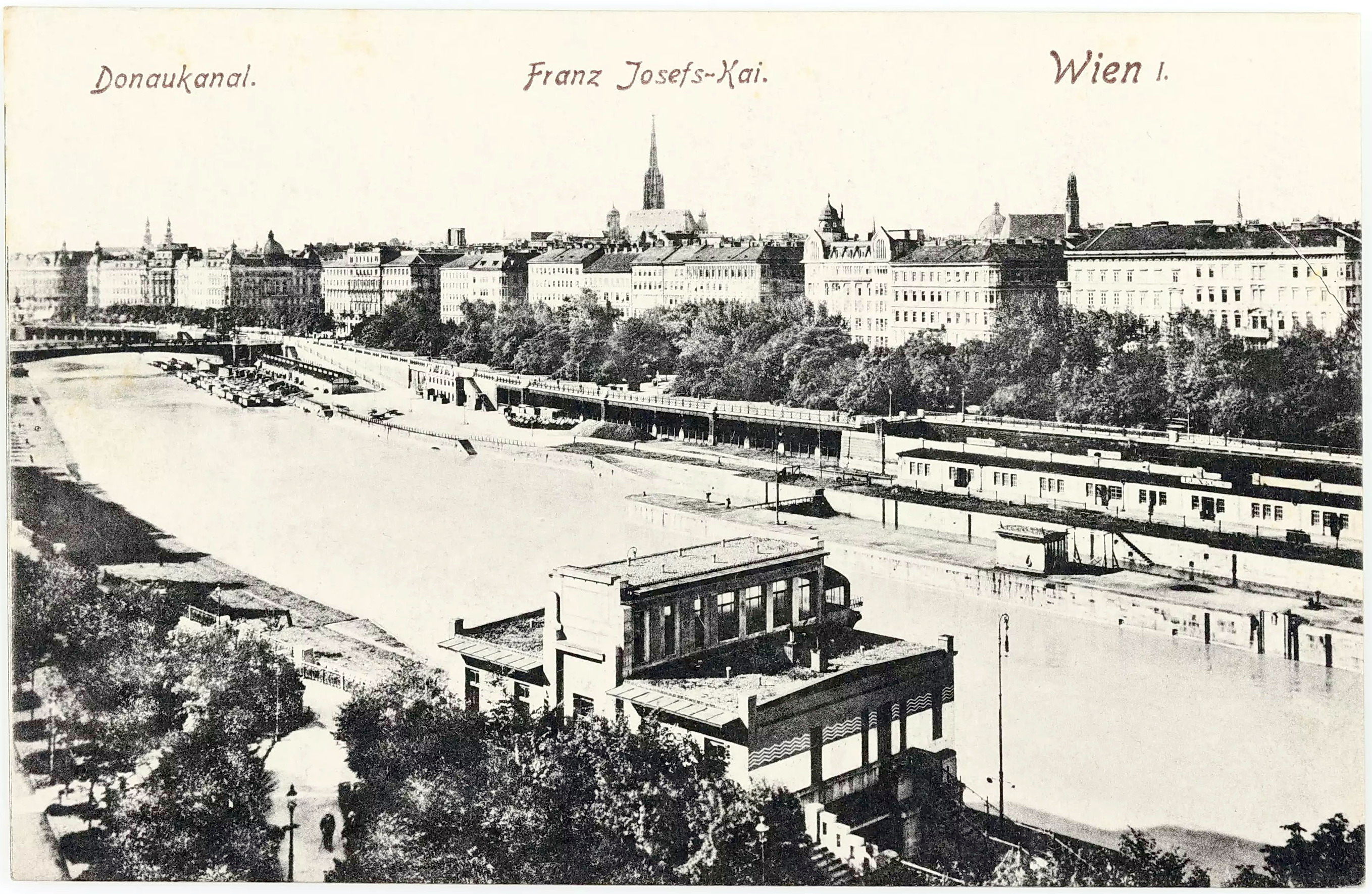
Das "Schützenhaus" am Donaukanal (Franz Josefs-Kai), 1920

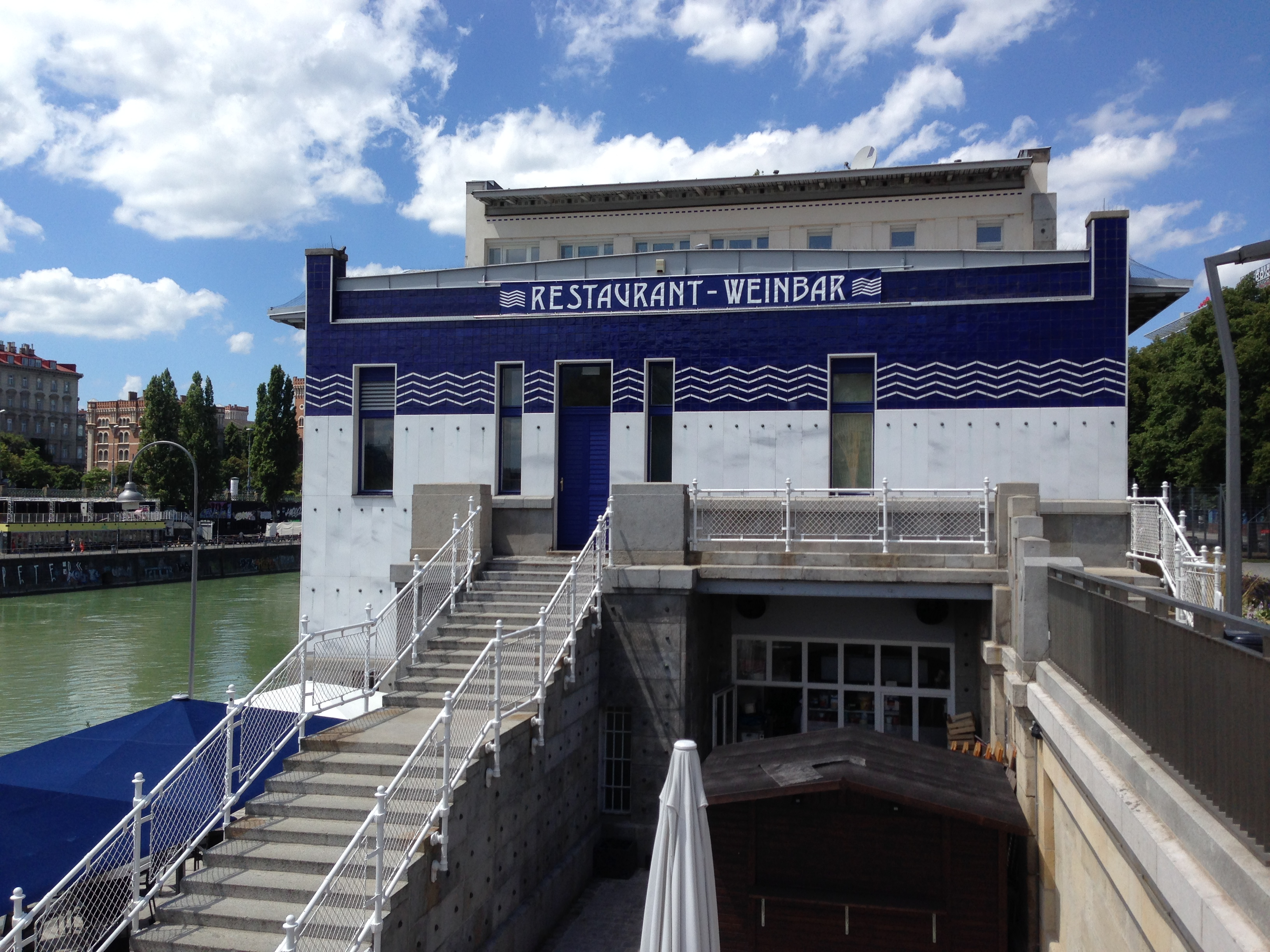
"Schützenhaus", Treppenanlage und Natursteinfassade mit umlaufendem Wellenmuster-Fries

Die Staustufe besteht aus der eigentlichen Wehranlage, einer Kammerschleuse, sowie dem Schützenhaus. Im Bereich der Staustufe wurde das Flussbett des Donaukanals auf 75 Meter erweitert. Deshalb war es möglich, das Wehr in der gewöhnlichen Breite des Donaukanals von 50 Metern zu errichten. Am rechten Donaukanalufer wurde ein Schleusenkanal mit einer Breite von 15 Metern und einer nutzbaren Länge von 75 Metern errichtet. Die Schleuseninsel zwischen dem ehemaligen Wehr und dem Kanal hat eine maximale Breite von 10 Metern. Die Wehrhöhe von 4,3 Meter wurde durch zwei Schützenreihen erreicht.
Das Wehr wurde auf Betonfundamenten von bis zu 4,20 Metern Dicke errichtet. An der Kanalsohle wurde es mit Granitquadern verkleidet, die zwischen 0,50 bis 1,50 Meter stark sind. Die Schleuseninsel ist zwar steinverkleidet, besteht im Kern jedoch aus Beton. Die beweglichen Teilen der Wehr waren aus Eisen und konnten entweder händisch oder mithilfe eines Elektromotors bedient werden.
Das Wehr selbst bestand im Wesentlichen aus einer Rahmenkonstruktion, die in zwei Teilen in einer 80 cm hohen Stohlenstufe niedergelegt werden konnte. Die Rahmenkonstruktion bestand aus acht 5,50 Metern Bockständern. An der Sohle waren diese direkt drehbar und an den oberen Enden durch Gelenke mit einem Steg verbunden. Die beiden Wehrteile wurden vom Schützenhaus aus von einem fix verbauten Kran aufgestellt oder umgelegt. Der schmale Teil zwischen Wehrinsel und stadtseitigem Ufer wurde mit einem Klappsteg überbrückt. An dem Wehr waren Schützen montiert, die bei Umlegen des Wehrs in einen Depotraum im Schützenhaus transportiert werden mussten.
Die Kammerschleuse war an beiden Enden der Insel durch jeweils ein Eisentor verschließbar. Diese wurden durch Gegengewichte bewegt, die in einer Kammer der Schleuseninsel untergebracht waren.
Das Schützenhaus steht auf Piloten gegründeten Betonfundamenten, die hier etwa 1,0 bis 2,3 Meter dick sind. Das Gebäude besteht aus Ziegelmauerwerk und ist für die Verkleidung bekannt. Die Sockelzone ist mit Mauthausner Granit verkleidet, darüber sind drei Scharen hochgestellter Platten angeordnet. Diese bestanden ursprünglich aus Sterzinger Marmor die in einem Mörtelbett verlegt wurden, von außen aber von Kupfernieten gehalten wurden. Unterhalb des Daches ist ein breiter Streifen aus blau glasierten Kacheln, die teilweise weißes Wellenmuster aufweisen.
Das Schützenhaus diente ursprünglich der Aufbewahrung der Schütze, der beweglichen Teile der Wehranlage.

## Rezeption
Im Jahr 2002 wurde von der österreichischen Bundespost eine Sonderbriefmarke mit einer Darstellung des Künstlers Karl Goldammer „Schützenhaus am Donaukanal“ aufgelegt.